# Interpretación temática
La interpretación temática es un enfoque de la interpretación del patrimonio originalmente defendida por el profesor William J. Lewis de la Universidad de Vermont y posteriormente desarrollado por el profesor Sam H. Ham, de la Universidad de Idaho. En el enfoque temático, un intérprete, a partir de un tema central, como un punto o mensaje importante o mensaje, desarrolla una actividad o recurso comunicativo. En la presentación de esa actividad o recurso, el intérprete temático desarrolla la información que facilita de tal forma que resulte relevante para la audiencia.
En los primeros años del siglo XXI, el enfoque temático se adoptó con frecuencia en campañas de comunicación persuasivas dirigidas a impactar en los comportamientos ambientales, especialmente aquellos relacionados con el consumo de energía y agua, y en programas de seguridad laboral y de comunicación situaciones de crisis. En los campos del conocimiento asociados al desarrollo sostenible y a la comunicación de crisis, a menudo se usa el término comunicación temática (en lugar de «interpretación» temática). Sin embargo, los dos enfoques son idénticos y ambos están muy vinculados al libro de Ham de 1992, Interpretación ambiental.